# Litteraturåret 2001

## Händelser
- 2 september – I Sverige leder budgetförhandlingar överraskande till sänkt bokmoms, från 25 % till en mer "europeisk" nivå, 6 %.[1]

## Priser och utmärkelser
- Nobelpriset i litteratur – V.S. Naipaul, Indien[2]
- Augustpriset
  - Skönlitterär bok – Torbjörn Flygt för Underdog (Norstedts Förlag)
  - Fackbok – Hans Hammarskiöld, Anita Theorell, Per Wästberg för Minnets stigar (Max Ström)
  - Barn- och ungdomsbok – Sara Kadefors för Sandor slash Ida (Bonnier Carlsen Bokförlag)
- ABF:s litteratur- & konststipendium – Anna-Clara Tidholm, Thomas Tidholm
- Aftonbladets litteraturpris – Lotta Lotass
- Aniarapriset – Agneta Pleijel
- Astrid Lindgren-priset – Eva Eriksson
- Author's Club First Novel Award – Zadie Smith för White Teeth
- Axel Hirschs pris – Lars Bergquist, Asta Bolin
- Bellmanpriset – Olle Adolphson
- Betty Trask Award – Zadie Smith för White Teeth
- BMF-plaketten – Torbjörn Flygt för Underdog
- BMF-Barnboksplaketten – Sara Kadefors för Sandor slash Ida
- Borås Tidnings debutantpris – Lotta Lotass för Kallkällan
- Dan Andersson-priset – Göran Greider
- De Nios Stora Pris – Tomas Tranströmer
- De Nios Vinterpris – Kjell Westö, Gunnel Ahlin, Kristian Lundberg och Arne Törnqvist
- De Nios översättarpris – Marianne Sandels och Tetz Rooke
- Disapriset – Staffan Ulfstrand
- Doblougska priset – Birgitta Lillpers och Magnus Florin, Sverige samt Svein Jarvoll och Thorvald Steen, Norge
- Ekelöfpriset – Jesper Svenbro
- Elsa Thulins översättarpris – Marianne Eyre
- Emil-priset – Elisabeth Hjortvid
- En bok för allas litterära humorpris – Maja Lundgren för Pompeji
- Franz Kafka-priset – Philip Roth
- Georg Büchner-priset – Friederike Mayröcker
- Gerard Bonniers pris – Stig Larsson
- Gerard Bonniers essäpris – Ingmarie Froman
- Gerard Bonniers lyrikpris – Staffan Söderblom
- Gun och Olof Engqvists stipendium – Göran Rosenberg
- Gustaf Fröding-sällskapets lyrikpris – Bengt Berg
- Göteborgs-Postens litteraturpris – Jan Henrik Swahn
- Göteborgs Stads författarstipendium – Erik Andersson, Åke Edwardson, Pär Hansson, Ann-Marie Ljungberg och Marie Norin
- Hedenvind-plaketten – Erik Sjödin
- Ivar Lo-priset – Åke Smedberg
- John Landquists pris – Tore Frängsmyr
- Kallebergerstipendiet – Maria Zennström
- Karin Boyes litterära pris – Ylva Eggehorn
- Karl Vennbergs pris – Sune Örnberg
- Karlfeldt-priset – Lennart Sjögren
- Katapultpriset – Mons Kallentoft för Pesetas
- Kellgrenpriset – Göran Malmqvist
- Kulla-Gulla-priset – Annika Holm
- Kungliga priset – Cordelia Edvardson
- Letterstedtska priset för översättningar – Ingvar Björkeson för översättningen av Homeros Iliaden
- Litteraturklubbens stora litteraturpris – Mikael Niemi för Populärmusik från Vittula
- Lotten von Kræmers pris – Karin Johannisson
- Lundequistska bokhandelns litteraturpris – Carina Burman
- Lydia och Herman Erikssons stipendium – Magnus William-Olsson
- Moa-priset – Frida Andersson, Annika Malmborg och Martin Gerber
- Nordiska rådets litteraturpris – Jan Kjærstad, Norge för romanen Oppdageren (Upptäckaren)
- Polonipriset – Eva-Marie Liffner
- Prix Femina – Marie Ndiaye
- Samfundet De Nios Särskilda pris – Ragnar Thoursie, Ulla Olin-Nilson, Carl-Henning Wijkmark
- Schückska priset – Vivi Edström
- Signe Ekblad-Eldhs pris – Inger Alfvén
- Siripriset – Elsie Johansson för Nancy
- Stiftelsen Selma Lagerlöfs litteraturpris – Agneta Pleijel
- Stig Carlson-priset – Åsa Maria Kraft
- Stig Sjödinpriset – Gösta Friberg
- Studieförbundet Vuxenskolans författarpris – Aino Trosell
- Svenska Akademiens nordiska pris – Willy Kyrklund, Sverige
- Svenska Akademiens tolkningspris – Ignatij Ivanovskij
- Svenska Akademiens översättarpris – Anna Gustafsson Chen
- Svenska Dagbladets litteraturpris – Maja Lundgren för Pompeji
- Sveriges Radios Romanpris – Agneta Pleijel för Lord Nevermore
- Sveriges Radios Lyrikpris – Lars Mikael Raattamaa
- Tegnérpriset – Jesper Svenbro
- Temmelburken (Ture Sventon-priset) – Carl Johan De Geer
- Tidningen Vi:s litteraturpris – Ulla-Lena Lundberg
- Tollanderska priset – Erik Kruskopf
- Tucholskypriset – Asiye Güzel Zeybek, Turkiet
- Årets bok-Månadens boks litterära pris – Mikael Niemi
- Österrikiska statens pris för europeisk litteratur – Umberto Eco
- Övralidspriset – Gunnar Harding

## Nya böcker

### 0 – 9
- 1979 av Christian Kracht

### A – G
- Alla de stillsamma döda av Anna Jansson
- Arvet efter Arn av Jan Guillou
- Barbarer av Jan Arnald
- Blom och den andra magentan av Lars Gustafsson
- Camera av Eva-Marie Liffner
- Den grå av Björn Hellberg
- Det onde øye av Stig Sæterbakken
- Du har inte rätt att inte älska mig av Peter Kihlgård
- Eddie hittar guld av Viveca Lärn[3]
- Ett oskrivet blad av Marie Hermanson
- Europa Blues av Arne Dahl

### H – N
- Hat och kärlek av Anders Jacobsson och Sören Olsson[4]
- Hett byte – Hot Six av Janet Evanovich
- Hetta och vitt av Mare Kandre
- Hotelldöd: Tre Kriminalberättelser av Björn Hellberg
- How I Play Golf av Tiger Woods[5]
- Ikaros flykt av Jan Mårtenson
- I ondskans spår – Aftermath av Peter Robinson
- Ivan Aguéli av Torbjörn Säfve
- Järnets tid av Robert Jordan
- Kavita av Lars Andersson
- Landhöjning två centimeter per natt av Jerker Virdborg
- Lewis resa av P.O. Enquist
- Livet även om jag dör av Lars Hagström
- Ljuvaste dröm av Doris Lessing
- Kapitalet.se av Mikael Nyberg

### O – U
- Priset på vatten i Finistère av Bodil Malmsten
- Rivas skrifter av David Eddings
- Salongsstycken kring Dante Gabriel Rossetti och Tal på Övralid 6 juli 2001 av Gunnar Harding
- Sandor Slash Ida av Sara Kadefors[6]
- Släkten är värst, Sune av Anders Jacobsson och Sören Olsson[7]
- Sten för sten av Liselott Willén
- Till världskapitalismens försvar av Johan Norberg
- Underdog av Torbjörn Flygt[6]

### V – Ö
- Vinterns hjärta av Robert Jordan
- Älskade barn av Marianne Fredriksson

## Avlidna
- 31 januari – Gordon R. Dickson, 77, kanadensisk science fiction-författare.
- 20 februari – Jacques Brenner, 78, fransk författare.
- 12 mars – Robert Ludlum, 73, amerikansk författare.
- 14 april – Lars Hagström, 40, översättare, kritiker, författare
- 5 maj – Sture Dahlström, 78, svensk författare och jazzmusiker
- 11 maj – Douglas Adams, 49, brittisk författare.
- 27 juni – Tove Jansson, 86, finlandssvensk författare.
- 31 juli – Poul Anderson, 74, amerikansk science fiction-författare.
- 20 augusti – Fred Hoyle, 86, brittisk astronom och science fiction-författare.
- 11 oktober – Sven Gillsäter, 80, svensk filmare, fotograf, författare, manusförfattare och kortfilmsregissör.
- 23 oktober – Julie Bernby, 83, svensk skådespelare, sångerska, författare och sångtextförfattare.
- 9 november – Tore Zetterholm, 86, svensk författare, journalist och översättare.
- 27 november – Nils-Aslak Valkeapää, 58, finländsk-samisk författare, musiker och konstnär.
- 16 december – Villy Sørensen, 72, dansk författare.

### Fotnoter
1. ↑   När Var Hur 2002. DN
2. ↑  ”Nobelpriset i litteratur”. https://www.nobelprize.org/prizes/lists/all-nobel-prizes-in-literature/. Läst 20 mars 2011.
3. ↑  ”Viveca Lärn”. Arkiverad från originalet den 26 september 2011. https://web.archive.org/web/20110926012117/http://www.vivecalarn.com/litteraturlista.htm. Läst 21 mars 2011.
4. ↑  Emanuel Arkiverad 26 oktober 2011 hämtat från the Wayback Machine.
5. ↑   När Var Hur 2003. DN
6. 1 2  Gradvall, Nordström, Nordström, Rabe, Jan, Björn, Ulf, Anina. Tusen svenska klassiker. Norstedts Förlagsgrup. Läst 12
7. ↑  Sune Arkiverad 26 oktober 2011 hämtat från the Wayback Machine.